# Ute von Münchow-Pohl
 (juin 2019).
Ute von Münchow-Pohl est une animatrice et une réalisatrice allemande. 

## Biographie
Ute von Münchow-Pohl commence sa carrière comme dessinatrice  de storyboards et animatrice pour des séries télévisées d'animation et des longs métrages d'animation. elle réalise ensuite un premier film en 2001 avec Kommando Störtebeker, puis plusieurs autres, tout en poursuivant ses participations en tant que dessinateur et animateur à plusieurs autres films.

## Filmographie

### Réalisation
- 2001 : Kommando Störtebeker
- 2007 : Kleiner Dodo (série télévisée)
- 2008 : Kleiner Dodo (long métrage d'animation)
- 2011 : Lauras Stern und die Traummonster  (long métrage d'animation)
- 2012 : Petit Corbeau (Der kleine Rabe Socke, long métrage d'animation)
- 2015 : La Course du siècle (Der kleine Rabe Socke - Das große Rennen, long métrage d'animation)
- 2017 : L'École des lapins (Die Häschenschule: Jagd nach dem goldenen Ei, long métrage d'animation)[2],[3]
- 2019 : Les Elfkins (Die Heinzels - Rückkehr der Heinzelmännchen, long métrage d'animation)[4]
- 2026 : Elfie et les Super Elfkins

### Autres postes
- 1988-1992 : Benjamin Blümchen (animateur pour 7 épisodes)
- 1990 : Werner – Beinhart! (de) (animateur)
- 1991 : Fievel au Far West (animateur)
- 1992 : Der kleene Punker (animateur)
- 1994 : Felidae (animateur)
- 1996 : Werner - Das muss kesseln!!! (directeur d'animation)
- 1997 : Fifi Brindacier (long métrage d'animation) (directeur d'animation)
- 1999 : Tobias Totz und sein Löwe (animateur de roughs)
- 2003 : Die Hydronauten (série, artiste de storyboard de deux épisodes)
- 2003 : Werner - Gekotzt wird später! (artiste de storyboard)
- 2004 : L'Étoile de Laura (concepteur graphique, artiste de storyboard, animateur)
- 2005 : Plume et l'Île mystérieuse (artiste de storyboard)
- 2008 : Kleiner Dodo (long métrage) (direction du storyboard, artiste de storyboard, animateur)